# Пироги
Пироги́ — слов'янська страва, в Україні окрім назви пироги використовують назву вареники — дамплінги з начинкою, приготовлені шляхом обгортання прісного тіста навколо солоної або солодкої начинки і варіння в киплячій воді. Перед подачею на наступний день їх часто обсмажують на сковороді.
Пироги асоціюються з кухнями Центральної, Східної та Південно-Східної Європи, хоча, скоріше за все, вони виникли в Китаї і прийшли в Європу в Середньовіччі. Пироги також популярні в сучасній американській та канадській кухні, де вони іноді відомі під різними місцевими назвами.